# ムザラ・サムコンガ
ムザラ・サムコンガ（Muzala Samukonga、2002年12月9日 - ）はザンビアの陸上競技選手、専門は短距離走。男子400mのザンビア国内記録保持者。
2022年にポートルイスで開催されたアフリカ陸上競技選手権大会の男子400mで金メダルを獲得した。その2ヶ月後にバーミンガムで開催されたコモンウェルスゲームズの男子400mでも金メダルを獲得し、自身初となるザンビア国内記録の更新を達成した。

## 主な戦績
| 年   | 大会                       | 開催地       | 種目         | 順位             | 記録      | 備考     |
| ---- | -------------------------- | ------------ | ------------ | ---------------- | --------- | -------- |
| 2022 | アフリカ陸上競技選手権大会 | ポートルイス | 400m         | 優勝             | 45秒31    | 自己記録 |
| 2022 | アフリカ陸上競技選手権大会 | ポートルイス | 4×400mリレー | 準優勝           | 3分05秒53 |          |
| 2022 | 世界陸上競技選手権大会     | ユージーン   | 400m         | 準決勝敗退 (9位) | 45秒02    | 自己記録 |
| 2022 | コモンウェルスゲームズ     | バーミンガム | 400m         | 優勝             | 44秒66    | 国内記録 |
| 2022 | コモンウェルスゲームズ     | バーミンガム | 4×400mリレー | 5位              | 3分04秒76 |          |

## 記録
| 種目 | 記録   | 年月日        | 場所   | 備考     |
| ---- | ------ | ------------- | ------ | -------- |
| 200m | 20秒48 | 2022年5月22日 | ルサカ |          |
| 400m | 43秒74 | 2024年8月7日  | パリ   | 国内記録 |